# Битва при Алам эль-Халфе
Битва при Алам-эль-Халфе (англ. Battle of Alam el Halfa) — сражение, произошедшее в период с 30 августа по 5 сентября 1942 года к югу от Эль-Аламейна в ходе кампании в Западной пустыне — части Североафриканской кампании Второй мировой войны. Танковая армия «Африка» — германо-итальянские силы под командованием генерал-фельдмаршала Эрвина Роммеля — пыталась окружить британскую 8-ю армию под командованием Бернарда Монтгомери. 

## Ход сражения
В ходе последнего крупного наступления войск Оси (операция «Брандунг») в Западной пустыне Роммель планировал нанести поражение 8-й армии, прежде чем подошедшие союзные подкрепления сделают победу Оси в Африке невозможной.
Монтгомери, который был предупреждён о намерениях Роммеля с помощью разведгруппы «Ультра», намеренно оставил разрыв на южном участке фронта, зная, что Роммель планировал атаковать именно там, и развернул большую часть своих танков и артиллерии около хребта Алам-эль-Халфа в 20 милях (32 километра) за фронтом. В новой тактике танки были использованы в качестве противотанковых орудий, оставаясь на своих позициях на горном хребте; вылазок с риском быть уничтоженными, как в прошлом, не предполагалось.
Ввиду неопределённой ситуации со снабжением и провала в попытке нападения на хребет Роммель приказал своим войскам отступать. Монтгомери не использовал свою оборонительную победу, решив вместо этого укрепить свои силы для второй битвы при Эль-Аламейне. Тем не менее, 2-я новозеландская дивизия начала неудачную атаку на итальянские позиции, понеся большие потери.
Роммель утверждал, что британское превосходство в воздухе сыграло решающую роль в победе, так как не знал о британской разведке «Ультра». Роммель отметил также, что разрушительные нападения привели к большим потерям в моторизованных силах Оси и вынудили его прервать наступление.
Ценой этого поражения Оси было не просто тактическое поражение и отступление. После провала под Алам эль-Халфой Роммель был лишён не только оперативных возможностей начать наступление — он потерял оперативные и тактические возможности для защиты немецких баз в Африке. Достижение стратегических целей Оси на Африканском театре военных действий стало невозможным.